# Saint-Paul-de-Fourques

Saint-Paul-de-Fourques este o comună în departamentul Eure, Franța. În 1 ianuarie 2022 avea o populație de 268 de locuitori.